# Cuxhavener SV
Der Cuxhavener SV (offiziell: Cuxhavener Sport-Verein e. V.) war ein Sportverein aus Cuxhaven. Die erste Fußballmannschaft spielte zwei Jahre in der erstklassigen Gauliga Osthannover und zehn Jahre in der höchsten niedersächsischen Amateurliga. Darüber hinaus nahm der Verein jeweils einmal am DFB-Pokal bzw. dessen Vorgänger, dem Tschammerpokal teil.

## Geschichte

### Entwicklung
Am 4. August 1911 gründeten höhere Dienstgrade der IV.-Matrosen-Artillerie-Abteilung den Marine-Sportverein Cuxhaven, der sich auf dem Sportplatz am Strichweg niederließ. Nach dem Ende des Ersten Weltkrieges wurde daraus der zivile Verein Spiel-Verein Cuxhaven. Durch den Beitritt der Vereine SC Cuxhaven und SC Hansa Cuxhaven wurde aus dem Cuxhavener SV ein Großverein. Nach Vorstandsquerelen musste der Verein im Jahre 1924 aus finanziellen Gründen aufgelöst werden. Mit dem Cuxhavener Sport-Verein wurde ein Nachfolger gegründet, der die bisherigen Vereinsfarben schwarz-rot und grün-weiß änderte. Unzufriedene Mitglieder spalteten sich im Jahre 1933 als Brockeswalder SV ab.
Nach dem Ende des Zweiten Weltkrieges durfte der Cuxhavener Sport-Verein nicht wieder gegründet werden. Ehemalige Mitglieder gründeten daraufhin die Cuxhavener Spiel-Vereinigung, die sich bereits im Jahre 1950 wieder in Cuxhavener Sport-Verein umbenannte. Im Jahre 1990 fusionierte der Cuxhavener SV mit dem ESV Eintracht Cuxhaven und dem Brockeswalder SV zu Rot-Weiss Cuxhaven. Es war bereits der sechste Versuch einer Fusion der führenden Fußballvereine der Stadt. Heimspielstätte war seit 1950 der Sportplatz Kampfbahn.

### Frühe Jahre (1911 bis 1945)
Durch die guten Verbindungen zur Kaiserlichen Marine gehörte der Marine SV Cuxhaven schnell zu den Spitzenmannschaften der Region. Im Jahre 1917 qualifizierte sich die Mannschaft als Meister des Bezirks Unterweser für die Endrunde um die Norddeutsche Meisterschaft. Im Viertelfinale unterlagen die Cuxhavener gegen den Marine SC Wilhelmshaven mit 2:4. Nach einem kurzen Gastspiel in der Kreisliga Unterweser in der Saison 1919/20 stieg der mittlerweile SV Cuxhaven genannte Verein 1922 in die erstklassige Bezirksliga Weser/Jade auf. Zwei Jahre später folgte der Abstieg und als Folge dessen die Auflösung des Vereins. Der neu gegründeten Cuxhavener SV zeigte sich pazifistischer als sein Vorgänger. Statt der Reichskriegsflagge zeigte das Vereinswappen das Cuxhavener Wahrzeichen, die Kugelbake. Im Jahre 1928 zog der Cuxhavener SV auf den neuen Sportplatz Brockeswalde.
Sportlich konnte der Verein jedoch erst nach der Wiedereinführung der Wehrpflicht im Jahre 1935 wieder Schlagzeilen schreiben, wodurch zahlreiche Marinesoldaten nach Cuxhaven kamen. Im Jahre 1937 gewann der Cuxhavener SV die Deutsche Marinemeisterschaft. Fünf Jahre später wechselte der spätere Nationalspieler Ottmar Walter nach Cuxhaven. 1943 wurde der Cuxhavener SV in die neu geschaffene Gauliga Osthannover aufgenommen, wo die Mannschaft auf Anhieb Vizemeister hinter dem WSV Nebeltruppe Celle wurde. Ebenfalls 1943 zog die Mannschaft als Gau-Pokalsieger von Osthannover in die reichsweite Schlussrunde ein, verlor aber das Qualifikationsspiel auf eigenem Platz mit 1:3 gegen den späteren Finalisten Luftwaffen-Sportverein Hamburg. Die folgende Saison 1944/45 wurde wegen des Zweiten Weltkrieges abgebrochen. Überliefert ist ein 4:1-Sieg des CSV gegen Sparta Bremerhaven.

### Nachkriegszeit (1945 bis 1969)
Zur Saison 1946/47 wurde eine Oberliga Niedersachsen-Nord eingerichtet. Um sich dafür zu qualifizieren, musste der Cuxhavener SV ein Entscheidungsspiel gegen den Lokalrivalen VfL Cuxhaven absolvieren, welches der Cuxhavener SV mit 6:1 gewann. In der Oberliga wurde die Mannschaft Drittletzter und musste im Saisonverlauf eine 0:12-Niederlage bei Werder Bremen hinnehmen. Der Cuxhavener SV wurde daraufhin in die zweitklassige Landesliga Bremen eingruppiert. Als Vierter der Saison 1948/49 wurde der Verein in die neu geschaffene Amateuroberliga Niedersachsen-West aufgenommen und übernahm die lokale Führungsrolle. Unter dem Trainer von Wirsig erreichte die Mannschaft in der Saison 1951/52 den dritten Platz hinter dem VfB Oldenburg und Eintracht Nordhorn. Zu jener Zeit holte der Verein regelmäßig Spieler nach Cuxhaven, die beim Oberligisten Bremerhaven 93 ausgemustert wurden.
Während der weiteren 1950er Jahre erreichte die Mannschaft regelmäßig Platzierungen in der oberen Tabellenhälfte, ohne jedoch in die Nähe der Aufstiegsrundenplätze zu gelangen. In der Saison 1958/59 stieg der Cuxhavener SV aus der Amateuroberliga ab und musste die lokale Führungsrolle an die Eintracht abgeben. Für den Cuxhavener SV folgten fünf Jahre in der drittklassigen Amateurliga Stade. Nach zwei Vizemeisterschaften holte sich die Mannschaft in den Jahren 1962 und 1963 jeweils den Titel, scheiterte jedoch beide Male in der Aufstiegsrunde. 1962 setzten sich der VfL Oldenburg und Rot-Weiß Damme durch. Ein Jahr später hatte Wilhelmshaven 05 die Nase vorn. Nach einer Ligareform ging es ab 1964 in der viertklassigen Verbandsliga Nord weiter, aus der der Cuxhavener SV zwei Jahre später gemeinsam mit der Eintracht abstieg. Dadurch wurde der Brockeswalder SV, der sich 1933 vom Cuxhavener SV abspaltete, zur lokalen Nummer eins.

### Die Jahre bis zur Fusion (1969 bis 1990)
Im Jahre 1969 kehrte der Cuxhavener SV in die Verbandsliga Nord zurück und übernahm wieder die lokale Vorherrschaft. Drei Jahre später musste die Mannschaft als Drittletzter wieder absteigen, da der Meister VfL Brake den Aufstieg in die Landesliga verpasste. Daraufhin setzten die Cuxhavener vermehrt auf den eigenen Nachwuchs. Schon 1975 kehrte der Verein in die Verbandsliga Nord zurück. In den Jahren 1977 und 1978 klopfte die Mannschaft nochmals an der Tür zur höchsten niedersächsischen Spielklasse, allerdings wurde der Cuxhavener SV jeweils Vizemeister hinter dem VfL Germania Leer bzw. dem TuS Esens. Darüber hinaus gewann der Verein im Jahre 1975 den Stader Bezirkspokal und zog anschließend in das Endspiel um den Niedersachsenpokal ein, welches jedoch im eigenen Stadion mit 0:1 gegen die Sportfreunde Salzgitter verloren wurde. Damit qualifizierten sich die Cuxhavener für den DFB-Pokal. Dort musste die Mannschaft in der ersten Runde zum SV Chio Waldhof reisen und verlor knapp mit 1:2.
Ein Jahr später wurden die Cuxhavener nach einer erneuten Ligareform in die fünftklassige Landesliga Ost eingruppiert. Dort hatte der Verein in der zweithöchsten niedersächsischen Amateurliga bis zu 11.500 Reisekilometer zu absolvieren. Nach einem dritten Platz im Jahre 1981 zerstritt sich der Vorstand, ehe ein Jahr später der Abstieg in die Bezirksoberliga Lüneburg folgte. Dort kämpfte die Mannschaft zunächst gegen den Abstieg, konnte aber im Jahre 1987 den Wiederaufstieg in die Landesliga schaffen. Dieses Mal wurde die Mannschaft in die Gruppe West eingereiht, musste aber als Tabellenletzter direkt wieder absteigen. Bis zur Fusion im Jahre 1990 spielte der Cuxhavener SV in der Bezirksoberliga Lüneburg.

## Erfolge
- Teilnahme am Tschammerpokal: 1943
- Teilnahme am DFB-Pokal: 1975/76
- Meister der Amateurliga Stade: 1962, 1963
- Meister der Bezirksoberliga Lüneburg: 1987
- Finalist im Niedersachsenpokal: 1975
- Sieger des Bezirkspokal Stade: 1975

## Persönlichkeiten
- Jens Beermann, später Zweitligaspieler beim FC St. Pauli
- Andreas Brandts, später Bundesligaspieler bei Borussia Mönchengladbach
- Gunnar Sauer, später Bundesligaspieler bei Werder Bremen
- Wolfgang Schwierzke, später Bundesligaspieler bei Werder Bremen
- Ottmar Walter, später Fußballweltmeister 1954
- August Wasserfuhr, Deutscher Meister im Kugelstoßen 1915